# Energiegesetz (Schweiz)
Das Energiegesetz (EnG) ist ein Bundesgesetz der Schweizerischen Eidgenossenschaft, welches auf nationaler Ebene die Energiewirtschaft regelt. Es hat die ausreichende, breit gefächerte, sichere, wirtschaftliche und umweltverträgliche Energieversorgung der Schweiz zum Ziel. Hierbei soll die Bereitstellung, Verteilung und Nutzung der Energie wirtschaftlich, umweltverträglich, sparsam und rationell erfolgen, und es sollen verstärkt einheimische und erneuerbare Energiequellen genutzt werden.
Die frühere Fassung des EnG vom 26. Juni 1998 galt mit wenigen Ausnahmen auch in Liechtenstein. Für die neue Fassung des EnG ist eine entsprechende Kundmachung der Übernahme noch ausstehend.

## Geschichte
→ Siehe auch: Schweizer Energiepolitik
Infolge der Ölkrise der 1970er-Jahre wurde in der Schweiz zunehmend über die Wichtigkeit der Energieversorgung diskutiert. Dennoch scheiterte 1983 ein erster Versuch, die Energieversorgung als nationale Aufgabe in die schweizerische Bundesverfassung aufzunehmen. Erst die Nuklearkatastrophe von Tschernobyl im Jahr 1986 rückte die Frage wieder verstärkt ins öffentliche Interesse, und im Jahr 1990 wurde mit dem Energieartikel (damals Art. 24, heute Art. 89) die Energiepolitik erstmals in der Bundesverfassung verankert. Auf dieser Basis erließen zunächst einige Kantone entsprechende Kantonale Energiegesetze (siehe auch unten) und andere energiepolitische Vorschriften. Erst im Jahr 1998 folgte das unter der Führung des Bundesamtes für Energiewirtschaft entworfene Energiegesetz (EnG) und die dazugehörige Energieverordnung (EnV) auf Bundesebene. Beide traten mit Beginn des Jahres 1999 in Kraft.
In den folgenden Jahren wurden Energiegesetz und -verordnung mehrfach revidiert, wobei insbesondere die Nutzung der Erneuerbaren Energien ein stärkeres Gewicht erhielt. Im Jahr 2000 wurde es außerdem durch das CO2-Gesetz ergänzt, welches ebenfalls große Auswirkungen auf die schweizerische Energiepolitik hatte.
Im Jahr 2016 wurde vom Parlament ein neues, totalrevidiertes Energiegesetz beschlossen. Ausgangspunkt für die Totalrevision war die Reaktorkatastrophe von Fukushima und der anschließende Grundsatzentscheid von Bundesrat und Parlament im Jahr 2011 für einen schrittweisen Ausstieg aus der Kernenergie. Zur Umsetzung dieses Grundsatzentscheids sowie zur Berücksichtigung weiterer Veränderungen erarbeitete der Bundesrat die Energiestrategie 2050. Im Jahr 2013 legte der Bundesrat die Botschaft zum ersten Massnahmenpaket der Energiestrategie 2050 vor, welches insbesondere den Gesetzesvorschlag zur Revision des Energiegesetzes enthielt. Die Bundesversammlung beschloss das neue Energiegesetz am 30. September 2016. Gegen das Gesetz wurde das Referendum ergriffen. Am 21. Mai 2017 stimmten 58,2 % der Stimmberechtigten dem neuen Energiegesetz zu. Das neue Energiegesetz wurde vom Bundesrat auf den 1. Januar 2018 in Kraft gesetzt.

### Bundesgesetz über eine sichere Stromversorgung mit erneuerbaren Energien
Bei der Volksabstimmung vom 9. Juni 2024 wurde mit dem «Bundesgesetz über eine sichere Stromversorgung mit erneuerbaren Energien», dem sogenannten Mantelerlass, über die Änderung des Energiegesetzes und des Stromversorgungsgesetzes abgestimmt. 68,7 % der Abstimmenden stimmten dafür.

## Kantonale Energiegesetze
Im Energiegesetz hat der Bund in einigen Bereichen die genaueren Regelungen den Kantonen überlassen. Auf dieser Grundlage haben nach 1999 alle Kantone sukzessive ein Kantonales Energiegesetz (KEnG oder EnergG) entweder neu erstellt oder, falls bereits zuvor ein entsprechendes Gesetz bestand, dieses revidiert und auf das nationale Energiegesetz abgestimmt. Zur Harmonisierung der kantonalen Energiegesetze wurde von der Konferenz der kantonalen Energiedirektoren (EnDK) als Empfehlung eine Mustervorlage erstellt.